# زیردریایی نرده
زیردریایی نرده (به انگلیسی: Italian submarine Nereide) یک زیردریایی بود که طول آن ۱۳۴ فوت ۴ اینچ (۴۰٫۹۴ متر) بود. این زیردریایی در سال ۱۹۱۳ ساخته شد.